# Tychów Stary
Tychów Stary – wieś w Polsce położona w województwie świętokrzyskim, w powiecie starachowickim, w gminie Mirzec.
W latach 1975–1998 miejscowość administracyjnie należała do województwa kieleckiego. 
Przez miejscowość przebiega droga wojewódzka nr 744.
| SIMC    | Nazwa    | Rodzaj    |
| ------- | -------- | --------- |
| 0252990 | Podlesie | część wsi |

Wierni Kościoła rzymskokatolickiego należą do parafii św. Leonarda w Mircu.